# Birgitta Bengtsson
Birgitta Kristina Bengtsson (* 16. Mai 1965 in Mölnlycke) ist eine ehemalige schwedische Seglerin.

## Erfolge
Birgitta Bengtsson wurde in der 470er Jolle mit Marit Söderström in Haifa 1988 Weltmeisterin. Mit Söderström trat sie anschließend bei den Olympischen Spielen 1988 in Seoul an (Austragungsort: Pusan), bei denen sie die Silbermedaille im Frauenteam gewannen. Mit 40 Punkten belegten sie den zweiten Rang hinter dem US-amerikanischen und vor dem sowjetischen Boot.
Ihre Schwester Boel Bengtsson nahm 1996 an den olympischen Segel-Regatten in Savannah (Georgia) teil.